# Hagen (Moselle)
Hagen (Luxemburgs:Hoën) is een gemeente in het Franse departement Moselle in de regio Grand Est. De gemeente telde 369 inwoners op 1 januari 2022.

## Geschiedenis
Hagen maakte tot 2015 deel uit van het arrondissement Thionville-Est en kanton Cattenom. Op 1 januari van dat jaar fuseerden de arrondissementen van Thionville tot het arrondissement Thionville. Toen het kanton op 22 maart 2015 werd opgeheven werden de gemeenten opgenomen in het kanton Yutz.

## Geografie
De oppervlakte van Hagen bedraagt 3,51 vierkante kilometer; Op 1 januari 2022 was de bevolkingsdichtheid 105,1 inwoners per km².
De onderstaande kaart toont de ligging van Hagen met de belangrijkste infrastructuur en aangrenzende gemeenten.

## Demografie
Onderstaande figuur toont het verloop van het inwonertal.
Basse-Rentgen · Berg-sur-Moselle · Beyren-lès-Sierck · Boust · Breistroff-la-Grande · Cattenom · Entrange · Escherange · Évrange · Fixem · Gavisse · Hagen · Hettange-Grande · Illange · Kanfen · Manom · Mondorff · Puttelange-lès-Thionville · Rodemack · Roussy-le-Village · Thionville (deels) · Volmerange-les-Mines · Yutz · Zoufftgen